# Латейнер, Изидор
Изидор Латейнер (англ. Isidor Lateiner; 8 января 1930, Гавана — 26 мая 2005, Амстердам) — американско-нидерландский скрипач. Брат пианиста Якоба Латейнера.
Родился в семье польских евреев, эмигрировавших на Кубу. Музыкант-вундеркинд, он выступил с дебютным концертом в пятилетнем возрасте, а в 10 лет получил стипендию для обучения в США в Кёртисовском институте, который окончил в 1947 году; учился у Леи Любошиц, затем у Ивана Галамяна. В 1945 г. впервые выступил с Филадельфийским оркестром под управлением Юджина Орманди, исполнив концерт Феликса Мендельсона. С 1956 г. регулярно выступал в Нью-Йорке.
В 1963 г. вместе со своей женой и аккомпаниатором, пианисткой Эдит Грош, перебрался в Амстердам, откуда продолжал гастрольную деятельность по всему миру. В Нидерландах супруги основали популярную серию камерных концертов (её третьим участником стал виолончелист Годфрид Хогевен). Осуществил ряд записей, среди которых Камерная музыка № 4 Пауля Хиндемита (с Симфоническим оркестром Кёльнского радио под управлением Франческо д’Авалоса). Преподавал в Гаагской консерватории.